# Llau del Rial Roi
La Llau del Rial Roi, de vegades anomenada barranc del Rial Roi (o Roig), és una llau del terme de Sant Esteve de la Sarga, a la zona de Sant Esteve de la Sarga.
Es forma a 1.157 metres d'altitud al nord-est del Montsec de Sant Esteve i de la partida anomenada lo Clotó, des d'on davalla cap al nord-est, fent un arc, fins que s'aboca en el barranc del Bosc a l'extrem nord-oest del Montsec de Castellnou, al sud-est de Sant Esteve de la Sarga i al sud de Beniure.